# Вітаутас Кайрюкштіс (живописець)

Ві́таутас Кайрю́кштіс (лит. Vytautas Kairiūkštis, 14 листопада 1890, Сейни, нині Польща — 13 червня 1961, Вільнюс, Литва) — литовський живописець та мистецтвознавець.

## Ранні роки
Народився в родині учителя Юозаса Кайрюкштіса. Брат Стасіс Кайрюштіс був учителем у Вільні, з 1924 у Каунасі.
Вітаутас Кайрюкштис у 1910 — 1912 роках навчався у Вільні у Школі малювання Івана Трутнєва. У 1912 — 1913 практикувався у студії Костянтина Юона у Москві. Навчався на юридичному факультеті Московського університету (1913 — 1916).
У 1917—1918 навчався у Миколи Касаткіна у Московському училищі живопису, скульптури та архітектури. У 1918 — 1919 працює інструктором образотворчого мистецтва у відділі народної освіти у Воронежі. У 1919 році був мобілізований до армії, служив у відділі культури штабу в Іркутську. У 1920—1921 займався у Вищих Художньо-технічних Майстернях (ВХУТЕМАС) у Павла Кузнєцова.

## Вільна
У 1921 році мешкав у Вільні. Викладав образотворче мистецтво у середніх навчальних закладах. Був організатором виставок авангардного мистецтва, брав участь у діяльності польських авангардистських угруповань. У 1925 — 1929 роках відвідав Францію, Німеччину, Данію, Італію, де знайомився з сучасними напрямами мистецтва. У 1923 — 1930 роках був керівником студії живопису у Вільні. Серед тих, хто займався у студії Кайрюкштиса, був Владас Дрема. У 1931 Кайрюкштис екстерном закінчив Університет Стефана Баторія.

## Каунас
З 1937 року викладав у Каунасі. У 1940 — 1944 роках працював у Музеї М. К. Чюрленіса у Каунасі. Пізніше (1944 — 1951) викладав у Каунаському інституті декоративно-ужиткового мистецтва. У 1952 році пішов на пенсію та оселився у Вільнюсі. Помер 13 червня 1961 року. Похований на Бернардинському цвинтарі у Вільнюсі.

## Творчість
Писав фігурні композиції, портрети, пейзажі, натюрморти (у роботах переважно застосовував олійні фарби та пастель). Ранній творчості Вітаутаса Кайрюкштіса притаманні риси кубізму та конструктивізму, у пейзажах виразно помітний вплив імпресіонізму. Написав декілька супрематичних та абстрактних композицій. Займався також прикладною графікою. Виставки робіт були влаштовані у Вільні (1931, 1944, 1945), Каунасі (1932, 1935, 1936, 1938, 1939, 1940, 1944, 1945), Ризі, Талліні (1937). У 1970 році у Вільнюсі відбулася його персональна виставка.
Як мистецтвознавець написав монографію про литовського аквареліста на ім'я Каетонас Склерюс (1938), декілька робіт про Мікалоюса Константінаса Чюрленіса і ряд статей з теорії мистецтва.

## Відомі роботи
- Концерт у кафе (1921)
- Пляжі (1928)
- Портрет Йонаса Басанавічюса (1922)
- Кубістичний автопортрет (1923)
- Вечір в Іркутську (1920)
- Вітряк у Поневеже (1936)